# Носков, Григорий Матвеевич
Григорий Матвеевич Носков (1905—1945) — старший сержант Рабоче-крестьянской Красной Армии, участник Великой Отечественной войны, Герой Советского Союза (1945).

## Биография
Григорий Носков родился 1 декабря 1905 года в селе Чистое Поле (ныне — Лысковский район Нижегородской области). До войны работал трактористом. В 1941 году Носков был призван на службу в Рабоче-крестьянскую Красную Армию и направлен на фронт Великой Отечественной войны. В боях неоднократно был ранен и контужен.
К январю 1945 года старший сержант Григорий Носков был механиком-водителем танка 2-го танкового батальона,  219-й танковой бригады (1-го механизированного корпуса, 2-й гвардейской танковой армии, 1-го Белорусского фронта). Отличился во время освобождения Польши. 18 января 1945 года в бою за освобождение города Лович экипаж Носкова уничтожил 3 артиллерийских орудия, 2 автомашины, 5 огневых точек и около взвода солдат и офицеров противника. 19 января под городом Клодава Носков с товарищами уничтожил ещё 2 артиллерийских орудий и 10 огневых точек. В бою под городом Кутно Носков получил тяжёлое ранение, но продолжал сражаться, пока не погиб. Похоронен в братской могиле в польском городе Згеж.

## Награды
Указом Президиума Верховного Совета СССР от 23 марта 1945 года за «образцовое выполнение боевых заданий командования на фронте борьбы с немецкими захватчиками и проявленные при этом отвагу и геройство» лейтенант Григорий Носков посмертно был удостоен высокого звания Героя Советского Союза. Также был награждён орденами Ленина, Отечественной войны 1-й степени и Красной Звезды.

## Память
В честь Носкова названа улица в Лысково.